# Noamundi
Noamundi là một thị trấn thống kê (census town) của quận Pashchimi Singhbhum thuộc bang Jharkhand, Ấn Độ.

## Địa lý
Noamundi có vị trí 22°09′B 85°32′Đ / 22,15°B 85,53°Đ Nó có độ cao trung bình là 487 mét (1597 feet).

## Nhân khẩu
Theo điều tra dân số năm 2001 của Ấn Độ, Noamundi có dân số 16.228 người. Phái nam chiếm 52% tổng số dân và phái nữ chiếm 48%. Noamundi có tỷ lệ 63% biết đọc biết viết, cao hơn tỷ lệ trung bình toàn quốc là 59,5%: tỷ lệ cho phái nam là 73%, và tỷ lệ cho phái nữ là 53%. Tại Noamundi, 14% dân số nhỏ hơn 6 tuổi.